# Jiangshanien
Stratigraphie
Paibien Étage 10
Le Jiangshanien, dans l'échelle des temps géologiques de la Commission internationale de stratigraphie, est un étage du Cambrien. Cet étage intermédiaire de la dernière série du Cambrien, le Furongien, a des âges de début et de fin estimés respectivement à environ 494 et 489,5 millions d'années. Il est précédé par le Paibien et suivi par le dixième étage du Cambrien, non encore dénommé,.

## Stratigraphie
| Système                                          | Série        | Étage        | Âge (Ma)        |
| ------------------------------------------------ | ------------ | ------------ | --------------- |
| Ordovicien                                       | Inférieur    | Trémadocien  | plus récent     |
| Cambrien                                         | Furongien    | Étage 10     | ≃489.5 - 486.85 |
| Cambrien                                         | Furongien    | Jiangshanien | ≃494.2 - ≃489.5 |
| Cambrien                                         | Furongien    | Paibien      | ≃497.0 - ≃494.2 |
| Cambrien                                         | Miaolingien  | Guzhangien   | ≃500.5 - ≃497.0 |
| Cambrien                                         | Miaolingien  | Drumien      | ≃504.5 - ≃500.5 |
| Cambrien                                         | Miaolingien  | Wuliuen      | ≃506.5 - ≃504.5 |
| Cambrien                                         | Série 2      | Étage 4      | ≃514.5 - ≃506.5 |
| Cambrien                                         | Série 2      | Étage 3      | ≃521.0 - ≃514.5 |
| Cambrien                                         | Terreneuvien | Étage 2      | ≃529.0 - ≃521.0 |
| Cambrien                                         | Terreneuvien | Fortunien    | 538.8 - ≃529.0  |
| Édiacarien                                       | Édiacarien   | Édiacarien   | plus ancien     |
| Subdivisions du Cambrien d'après l'ICS (2018-08) |              |              |                 |

Le point stratotypique mondial (PSM), définissant la limite du Jiangshanien et de l'étage inférieur, le Paibien, est localisé dans la coupe Duibian B, 10 km au nord de la ville de Jiangshan, dans la province de Zhejiang en Chine (28° 48,977′ N, 118° 36,887′ E). Le PSM est situé 108,12 m au-dessus de la Formation de Huayansi. La base de l'étage correspond au niveau de première apparition de l'espèce de trilobite Agnostotes orientalis.